# Église Saint-Dimitri de Leskovac
Pour les articles homonymes, voir Église Saint-Dimitri.
L'église Saint-Dimitri (en serbe cyrillique : Црква Светог великомученика Димитрија ; en serbe latin : Crkva Svetog velikomučenika Dimitrija) est une église orthodoxe serbe située dans le village de Leskovac en Serbie, dans la municipalité de Lazarevac et sur le territoire de la ville de Belgrade. Construite en 1892, elle est inscrite sur la liste des monuments culturels protégés de la république de Serbie et sur la liste des biens culturels de la ville de Belgrade.

## Présentation

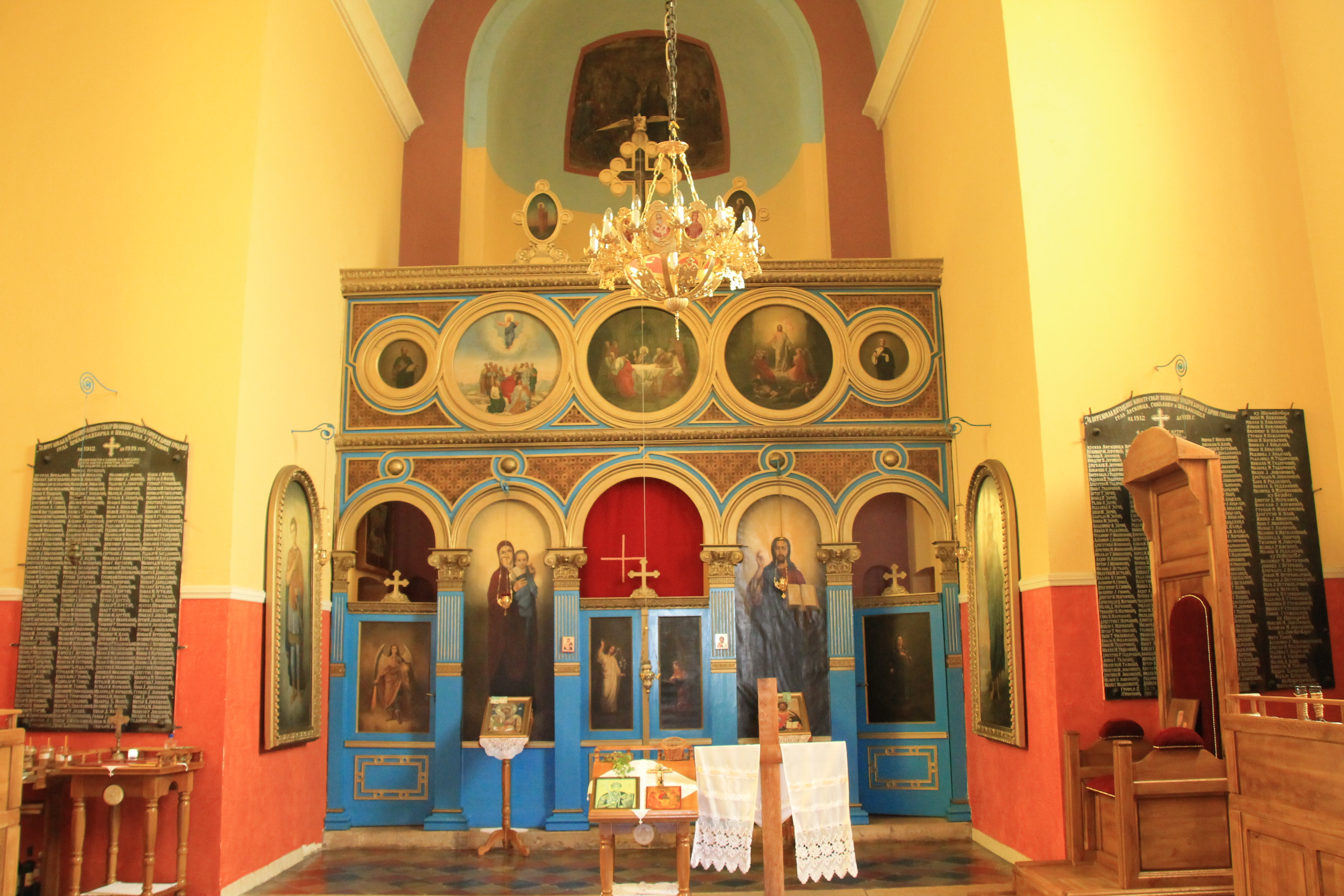
L'iconostase de l'église.

L'église Saint-Dimitri a été construite en 1892 à l'emplacement d'un édifice remontant au XVIIe siècle. De style serbo-byzantin, elle est attribuée à Svetozar Ivačković, l'un des représentants de ce mouvement de l'architecture serbe profane et sacrée de la fin du XIXe siècle.
L'église est construite sur un plan en forme de croix grecque. Les façades sont rythmées par une alternance de couches de pierres brisées et de briques, rappelant ainsi un motif de l'architecture serbe du Moyen Âge. Le beffroi et la maison paroissiale, qui datent de la même époque que l'église, forment avec elle une unité.
L'iconostase de style classique est ornée d'icônes dues au peintre serbe Živko Jugović. L'église abrite un trésor constitué de livres religieux anciens, de documents d'archive et d'objets liturgiques précieux ; on y trouve notamment des dessins de l'archimandrite du monastère de Bogovađa Hadži-Ruvim (1752-1804).
Dans le cimetière se trouve un ossuaire abritant les corps de soldats de la Première Guerre mondiale.